# Jacobo María Espinosa de los Monteros y Quintana
Jacobo María Espinosa de los Monteros y Quintana   (Algesires, 21 de desembre de 1793 - Múrcia, 29 de desembre de 1853) va ser un militar i polític espanyol, ministre de guerra durant la minoria d'edat d'Isabel II d'Espanya.

## Biografia
Militar gadità de tendència liberal, fill de Pedro Regalado Espinosa Cantabrana, primer baró del Solar de Espinosa. Es va instal·lar a Jumella, i el 1813 s'hi va casar amb Juana de Cutillas Lozano. Assolí el grau de tinent general. Durant vuit dies de desembre de 1837 va ser ministre de la Guerra. Més tard va ser Capità General de Castella la Vella i de València. Després va ser senador per València entre 1843 i 1845 i senador vitalici des d'aquesta última data. Va ser el pare de la primera dona d'Antonio Cánovas del Castillo. Entre altres condecoracions, va ser cavaller de l'Orde de Sant Jaume i va rebre la Gran Creu de Sant Ferran, de Carles III i de Sant Hermenegild i Gentilhome de Cambra de Sa Majestat.